# Hunter Tylo
Hunter Tylo, właśc. Deborah Jo Hunter (ur. 3 lipca 1962 w Fort Worth) – amerykańska aktorka telewizyjna i modelka, w latach 1990–2019 występowała jako Taylor Hayes w serialu CBS Moda na sukces.

## Życiorys

### Wczesne lata
Urodziła się w Fort Worth w stanie Teksas jako córka Jo Anne i Morrisa Huntera Laebeta. Jest w połowie Czirokezką ze strony matki Indianki. Ma dwóch braci – Jaya i młodszego Cliffa oraz starszą siostrę Elizabeth. Dorastała w Springtown.
W 1980 ukończyła Springtown High School i podjęła studia przedmedyczne na Fordham University w nowojorskim Bronksie.

### Kariera
Jako nastolatka próbowała swoich sił w konkursach piękności, zdobywając tytuły Miss Springtown i Miss Nastolatek Fort Worth.
Na dużym ekranie debiutowała pod pseudonimem Deborah Morehart w horrorze Inicjacja (The Initiation, 1984) u boku Daphne Zunigi i Jamesa Reada. Następnie trafiła na mały ekran w roli Robin McCall w operze mydlanej ABC Wszystkie moje dzieci (All My Children, 1985–1987).
Po występie w niezależnym filmie sensacyjnym Wersja ostateczna (Final Cut, 1988), pojawiła się jako Marina Theresa Toscano Johnson w operze mydlanej NBC Dni naszego życia (Days of Our Lives, 1989–1990).
Wystąpiła potem gościnnie w serialach: Zorro (1990), CBS Prawo Burke’a (Burke’s Law, 1994, 1995), NBC Słoneczny patrol (Baywatch, 1996), CBS Diagnoza morderstwo (Diagnosis Murder, 1997) i sitcomie CBS Pomoc domowa (The Nanny, 1997). Zebrała dobre recenzje za postać Messuy Shandar w miniserialu Córka maharadży (The Maharaja’s Daughter, 1994) u boku Bruce’a Boxleitnera i Kabira Bedi.
Sławę zawdzięcza roli doktor psychiatrii Taylor Hayes w operze mydlanej CBS Moda na sukces (The Bold and the Beautiful, od 1990 do 2014, 2018). W 2002 otrzymała fińską nagrodę Telvis.

## Życie prywatne
Od 18 lipca 1980 do 12 października 1984 była żoną Toma Moreharta, z którym ma syna Christophera (ur. 22 stycznia 1980) i dwie córki.
7 lipca 1987 poślubiła aktora Michaela Tylo (ur. 16 października 1948), z którym ma dwie córki: Isabellę Gabriellę (ur. 12 listopada 1996) i Katyę Ariel (ur. 15 stycznia 1998). W 2005 para rozwiodła się.
W 2009 w Las Vegas wyszła za mąż za Gersona Archillę.

## Filmografia

### Filmy
- 1984: Inicjacja – jako Alison
- 1988: Final Cut – jako Anna
- 2001: Longshot – jako Rachel Montgomery
- 2004: They Are Among Us – jako June
- 2004: Wspólny dom – jako Billie Jeeters
- 2005: Człowiek-rekin – jako Amelia Lockhart
- 2005: Wyścig – jako Teri Montana

### Seriale TV
- 1985–1987: Wszystkie moje dzieci – jako Robin McCall
- 1989–1990: Dni naszego życia – jako Marina Toscano
- 1990: Zorro – jako Senora Del Reynoso
- 1990–2002, 2004–2014, 2018–2019: Moda na sukces – jako Taylor Hayes
- 1994: Córka maharadży – jako Messua Shandar
- 1994–1995: Prawo Burke’a – jako Penelope Jordan
- 1996: Słoneczny patrol – jako Heather
- 1997: Diagnoza morderstwo – jako Claire McKenna
- 1997: Pomoc domowa – jako ona sama
- 2003: Agent w spódnicy – jako dr Marks/Andres Sarlin
- 2015: Queens of Drama w roli samej siebie